# 交響曲第1番 (カリンニコフ)
交響曲第1番ト短調（こうきょうきょくだい1ばん とたんちょう）は、ヴァシリー・カリンニコフが1895年に完成させた交響曲。友人の音楽評論家セミョーン・クルーグリコフに献呈された。

## 歴史
1894年に作曲を開始し、翌1895年に完成した。金銭的な援助を仰ぐため、ニコライ・リムスキー＝コルサコフへ楽譜を送るも、リムスキー＝コルサコフはこの曲に対し、写譜のミスなどにより、演奏不能という評価を下した。1897年2月20日、友人達の協力によりキエフのロシア音楽協会演奏会で初演が行なわれ、中間の2つの楽章がアンコールされる大成功を収める。

## 楽曲構成
第1楽章 Allegro moderato ト短調 ソナタ形式
弦楽合奏による第1主題（譜例1）で始まる。第2主題はチェロ、ヴィオラ、ホルンが提示する歌謡的な主題（譜例2）。提示部は繰り返される。第2主題で始まる展開部では、第1主題によるフガートが置かれている。再現部では第1主題は木管合奏により出される。また、第2主題にはハープの伴奏が付く。コーダは第1主題による。

譜例1

譜例2
第2楽章 Andante comodamente 変ホ長調 三部形式
緩徐楽章。非常に叙情的な楽章。ハープと弦楽器による伴奏を背景に、木管と弦が哀調を帯びた主題を出す（譜例3）。

譜例3
第3楽章 Allegro non troppo - Moderato assai ハ長調 複合三部形式
スケルツォ。弦楽の主題は細かい動きが特徴的な明るい旋律。トリオはイ短調に移り、オーボエがやや哀歌的な主題を奏する。
第4楽章 Allegro moderato ト長調 ロンド形式
それまでの楽章を総合するフィナーレ。冒頭、第1楽章の主題が再現されると、ト長調の熱狂的なロンド主題が弦により提示される。その後も、ロンド主題の合間に第1楽章第2主題、第2楽章の主題が再現される。ト長調に移ったコーダでは、第2楽章の主題が金管により壮麗に回想され、トライアングルのトレモロが響く中、ト長調の主和音で圧倒的な終結となる。

## 楽器編成
- フルート2
- ピッコロ1
- オーボエ2
- コーラングレ1
- クラリネット2
- ファゴット2
- ホルン4
- トランペット2
- トロンボーン3
- チューバ
- ティンパニ
- トライアングル
- ハープ
- 弦五部
  - 第1ヴァイオリン
  - 第2ヴァイオリン
  - ヴィオラ
  - チェロ
  - コントラバス